# Another Sunny Day
Gli Another Sunny Day sono stati una band indie pop originaria della Cornovaglia ma presto trasferitasi a Londra, attiva tra la fine degli anni ottanta ed i primissimi anni novanta.
Oltre al loro unico album, London Weekend del 1992, hanno pubblicato diversi 7" come era consuetudine dell'etichetta presso la quale incidevano: la Sarah Records.
Dopo lo scioglimento del gruppo il leader Harvey Williams proseguì la sua carriera come solista.

## Discografia

### Album
- 1992 - London Weekend (Sarah Records)

### Singoli/EP
- 1988 - I'm In Love With A Girl Who Doesn't Know I Exist 7" (Sarah Records)
- 1988 - Anorak City 5" (Sarah Records)
- 1989 - You Should All Be Murdered 7" (Sarah Records)
- 1989 - What's Happened? 7" (Sarah Records)
- 1990 - Rio 7" (Sarah Records)
- 1992 - New Year's Honours 7" (Sarah Records)